# Neocompsa albopilosa
Neocompsa albopilosa là một loài bọ cánh cứng trong họ Cerambycidae.